# Kottschallings
Kottschallings ist eine Ortschaft und eine Katastralgemeinde der Marktgemeinde Windigsteig im Bezirk Waidhofen an der Thaya im niederösterreichischen Waldviertel mit 80 Einwohnern (Stand 1. Jänner 2024).

## Geografie
Das Dorf befindet sich links der Thaya in einer nach Osten exponierten Lage und ist über die Landesstraße L67 erreichbar, von der hier die L8116 abzweigt. Am 1. April 2020 umfasste die Ortschaft 41 Adressen.

## Geschichte
Laut Zehentbuch des Klosters St. Georgen, der prima fundatio, bezog im Jahr 1311 der Pfarrer in Windigsteig Einkünfte aus dem Ort, dessen Name sich vom althochdeutschen Vornamen Gotaskalch (Gottschalk) herleitet.
Im Jahr 1822 wurde der Ort als Dorf mit 19 Häusern genannt, das nach Windigsteig eingepfarrt war, wohin auch die Kinder eingeschult wurden. Die Herrschaft Meyres besaß die Ortsobrigkeit, übte die Landgerichtsbarkeit aus, besorgte die Konskription und hatte die Grundherrschaft inne.
Laut Adressbuch von Österreich waren im Jahr 1938 in Kottschallings ein Gastwirt und einige Landwirte ansässig. Zudem ist eine Ziegelei verzeichnet.